# 因加·玛尔特·托希尔德森

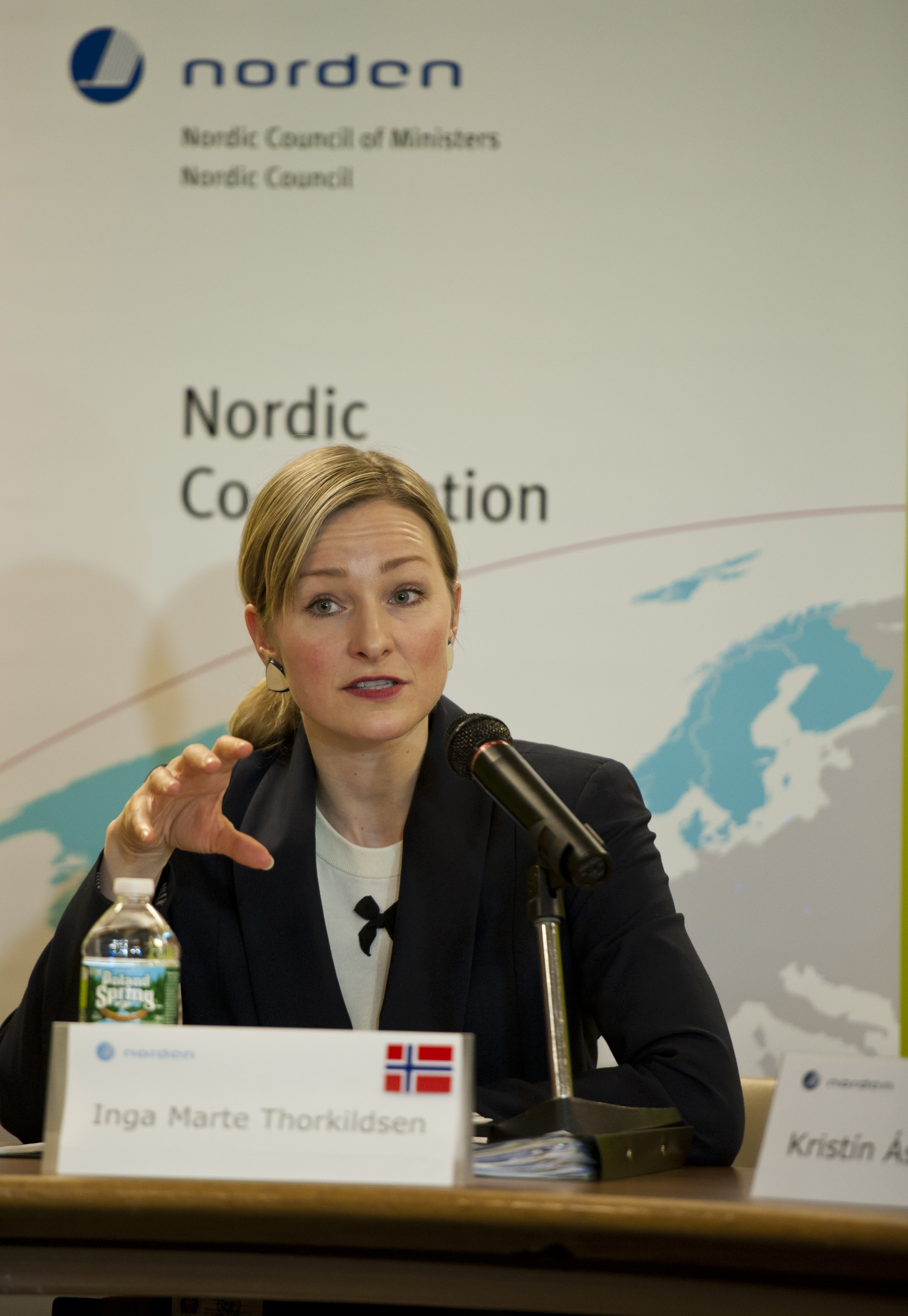
因加·玛尔特·托希尔德森

因加·玛尔特·托希尔德森（挪威語：Inga Marte Thorkildsen，1975年7月2日—），挪威社会主义左翼党政治人物。她生于奥斯陆，在斯托克长大，2001年在西福尔郡被选入挪威议会。2012年3月23日被任命为儿童事务大臣。